# Roches de Penmarch
Roches de Penmarch este o arie protejată (sit de importanță comunitară — SCI) din Franța întinsă pe o suprafață de 45.728 ha, integral marine.

## Localizare
Centrul sitului Roches de Penmarch este situat la coordonatele 47°45′00″N 4°20′00″W / 47.75°N 4.33333°V.

## Înființare
Situl Roches de Penmarch a fost declarat arie specială de conservare în baza directivei 92/43 din 1992 referitoare la conservarea habitatelor naturale și a faunei și florei sălbatice pentru a proteja 3 specii de animale.

## Biodiversitate
Situată în ecoregiunea atlantică, aria protejată conține 4 habitate naturale: Recifuri, Terase mlăștinoase și terase nisipoase neacoperite de apă la reflux, Golfuri mici largi și golfuri puțin adânci, Bancuri de nisip acoperite în permanență slab de apă marină.
La baza desemnării sitului se află mai multe specii protejate de  mamifere (3): Halichoerus grypus, marsuin (Phocoena phocoena), delfin mare (Tursiops truncatus).
Pe lângă speciile protejate, pe teritoriul sitului au mai fost identificate 6 specii de mamifere, 1 specie de nevertebrate, 3 specii de pești, 1 specie de reptile.